# 199 (число)
199 (сто девяносто девять) — натуральное число, расположенное между числами 198 и 200.
199 день в году — 18 июля (в високосный год 17 июля).

## В математике
- 46-е простое число, которое к тому же является обратимым простым числом. Иными словами переворот его записи на 180° даёт число 661, которое тоже является простым[1]
  - Относится к категории простых чисел Чена.
  - Перестановочное простое: любая перестановка цифр даёт простые числа (199, 919, 991)[2][3].
  - Составляет пару близнецов с простым числом 197.
  - Наименьшее простое, равное сумме квадратов четырёх разных простых[4]: {\displaystyle 199=2^{2}+5^{2}+7^{2}+11^{2}.}
  - Наименьшее трёхзначное простое число Люка[4][5].
- Центрированное треугольное число.

## В других областях
- 199 — Код ГИБДД-ГАИ Москвы.
- NGC 199 — линзообразная галактика (S0) в созвездии Рыбы.
- В кодировке Windows-1251 - код для символа «З»
- В Юникоде 00C716 — код для символа «Ç» (Latin Capital Letter C With Cedilla).
- Travis Pastrana «199 жизней» — первый человек, сделавший «Двойной Бэкфлип»